# X. dinasztia
A X. dinasztia az ókori Egyiptom egyik dinasztiája volt, amely a VII., VIII., IX. és XI. dinasztiákkal együtt az első átmeneti korhoz tartozik.

## Története
Körülbelül i. e. 2130 és 2040 közt voltak hatalmon. Az előző, IX. dinasztiához hasonlóan Hut-Neni-Niszu (Hérakleopolisz Magna) városából származtak.
Egyiptom ebben az időben nem volt egységes: a központi hatalom meggyengült, helyi dinasztiák kormányoztak, az ország különböző részein időnként egyszerre több uralkodó is. A torinói királylista tizennyolc királyt sorol a IX.-X. dinasztiához, de a papirusz sérült, emiatt több név hiányos, olvashatatlan vagy elveszett.
A következő lista az ismert uralkodók egy lehetséges sorrendjét tartalmazza a torinói királylista alapján. Az egyiptológusok véleménye eltér azt illetően, milyen sorrendben követték egymást. A felsoroltak közül csak Uahkaré Heti és Merikaré ismert korabeli leletekről is.
| Név             | Megjegyzések                                               |
| --------------- | ---------------------------------------------------------- |
| Merihathor (?)  | Egy sérült graffitóról ismert Hatnubból; létezése kétséges |
| VIII. Noferkaré |                                                            |
| Uahkaré Heti    | Talán a Merikaré intelmei állítólagos szerzője             |
| Merikaré        | A thébai II. Montuhotep fő ellensége                       |
| [név elveszett] | Merikaré utóda; csak pár hónapig uralkodott                |

## Fordítás
- Ez a szócikk részben vagy egészben  a   Tenth Dynasty of Egypt című angol Wikipédia-szócikk ezen változatának fordításán alapul.  Az eredeti cikk szerkesztőit annak laptörténete sorolja fel. Ez a jelzés csupán a megfogalmazás eredetét és a szerzői jogokat jelzi, nem szolgál a cikkben szereplő információk forrásmegjelöléseként.